# Louis Engel

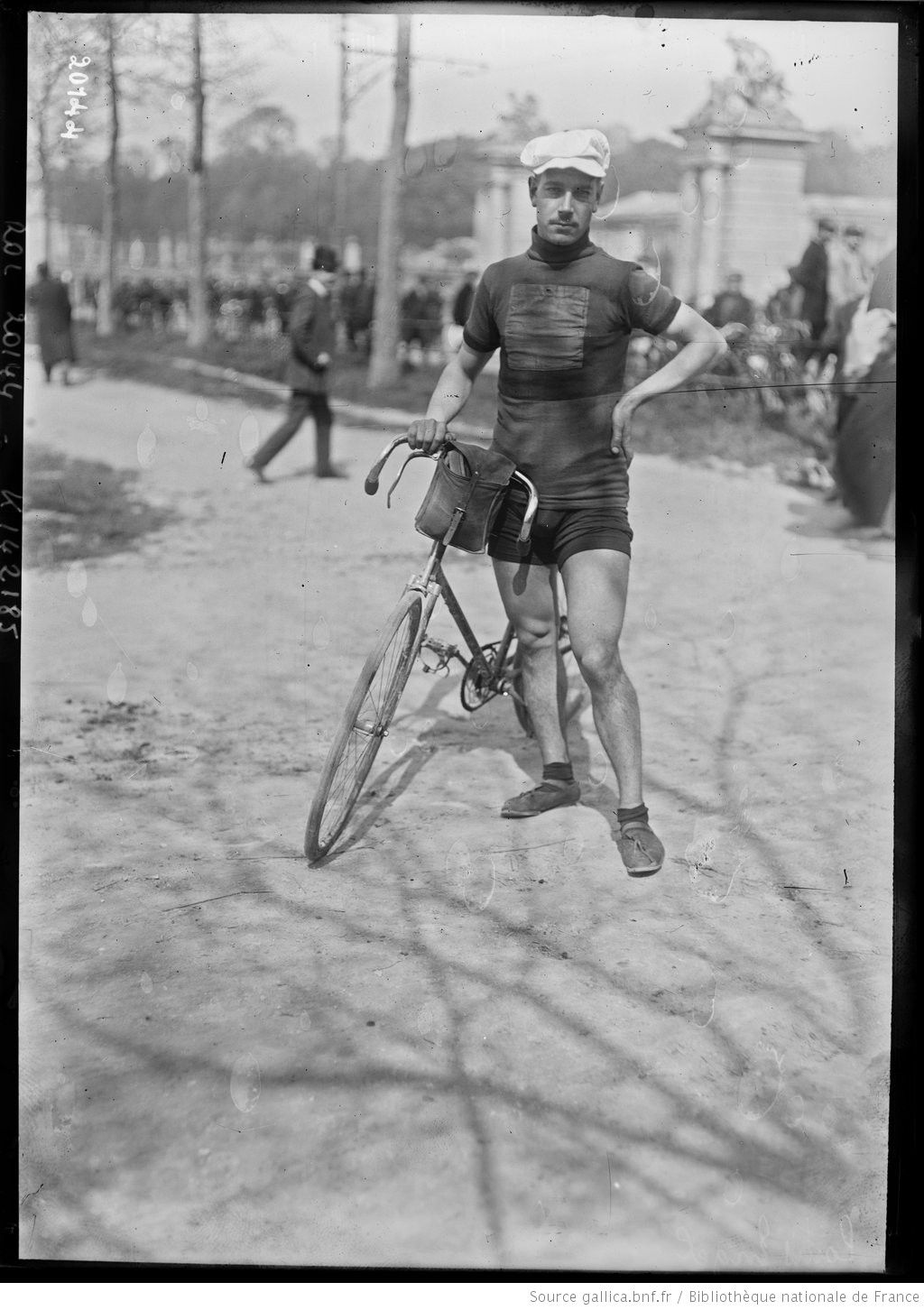
Louis Engel (1911)

Louis Engel (* 28. Dezember 1885 in Colombes; † 3. Oktober 1960 in Brunoy) war ein französischer Radrennfahrer.

## Sportliche Laufbahn
Als Amateur wurde er 1908 Vize-Meister im Straßenrennen hinter Anselm Mazan.
1912 wurde Engel Berufsfahrer im Radsportteam Griffon. Bei den Profis wurde er 1912 Vize-Meister hinter Octave Lapize. 1920 siegte er im Eintagesrennen Marseille–Lyon und auf einer Etappe des Rennens San Sebastian–Madrid, wobei er Dritter der Gesamtwertung hinter dem Sieger José Pelletier wurde.
In der Tour de France war er dreimal am Start. Er wurde 1912 15. und 1913 42. der Gesamtwertung. 1919 war er ausgeschieden. Er blieb bis 1920 als Radprofi aktiv.

## Familiäres
Sein Bruder Émile Engel war ebenfalls Radprofi.